# Національний природний парк «Цуманська пуща»
Ківерцівський національний природний парк «Цу́манська пу́ща» — національний природний парк в Україні. Розташований у межах Луцького району Волинської області, на території однойменного лісового масиву поблизу селища Цумань, в межиріччі Стиру та Горині. Парк займає 43% відносно усієї площі Цуманської пущі. Частково землі парку знаходяться на території Олицької селищної територіальної громади, Ківерцівської міської територіальної громади, Цуманської селищної територіальної громади та Луцької міської територіальної громади.
Відповідно до Указу Президента України №203 від 22.02.2010 року «Про створення Ківерцівського національного природного парку «Цуманська пуща»» та на виконання наказу міністра екології та природних ресурсів України № 523 від 12.12.2011 року «Про затвердження Положення про Ківерцівський національний природний парк «Цуманська пуща»» була проведена юридична дія з реєстрації Ківерцівського національного природного парку «Цуманська пуща» в Єдиному державному реєстрі 23.09.2015 року.
Загальна площа парку становить 33475,34 га земель, у тому числі 3471,54 га земель, що надаються у постійне користування парку, та 30003,80 га земель, що включаються до його складу без вилучення у землекористувачів.

## Землекористувачі
ДП «Ліси України», філія «Ківерцівське лісове господарство» (колишнє ДП «Цуманське ЛГ») (23212,8 га: 3458,3 га — землі ДП КСЛП «Ківерціліс», 1606 га з вилученням — Холоневичівське лісництво, кв. 64, 65, Партизанське лісництво, кв. 28, Берестянське лісництво, кв. 4, 7, 12, 15, 21, 25, 29, 30, 36, 37, 45, 46, Горинське лісництво кв. 4), Холоневичівське лісництво, кв. 50-52, 55-57, 61, 62, Партизанське лісництво, кв. 6-20, кв. 21, вид. 1-25, кв. 22-27, 29-40, 43, Берестянське лісництво, кв. 1-3, 6, 10, 11, 13, 14, 16-20, 22-24, 26-28, 31-35, 38-44, 47-57, 58, 59, 60, 61, 62, Горинське лісництво, кв. 1,2,3,5-32, 37-47, Сильненське лісництво,  кв. 6-8, 14-16, 21, 27, 29, 30, 31, 36, 37, 38, 41, 42, Цуманське лісництво, кв. 1-29, 33, 34, 41, 42, Мощаницьке лісництво, кв. 4, кв. 44, вид. 4, 5, кв. 46, вид. 6, 7, кв. 55-60, 62, 63, 65, 66, 72-74, 76-79,  філія «Ківерцівське лісове господарство» (колишнє ДП  «Ківерцівське ЛГ») (2401,7 га — землі ДП КСЛП «Ківерціліс» ) Звірівське лісництво, кв. 49-54, Муравищенське л-во, кв. 50-55, Ківерцівське лісництво кв. 26 вид. 12, 13, кв. вид. 21-29, кв. 167-170, Тростянецьке лісництво, кв. 45, вид. 1-6, 14, 15, частково виділи 10, 11, 13, 16-19, 25, кв. 54-65, Сокиричівське лісництво, кв. 78, вид. 19, 20, кв. 124, вид. 9, кв. 125, вид. 5-9, кв. 130-136, ДП «Волинський військовий лісгосп», кв. 1-48, 86-91, СВК «Полісся» (949,9 га), СПП «Дружба» (1031,41), СПП «Довіра» (336,49 га), СВК «Муравищенський» (360 га), ТзОВ «Сіаль» (269,6 га), СП ТзОВ «Деметра» (312 га), КП «Господарник» (188,1178 га), КП «Санаторій матері і дитини «Пролісок» (9 га), Олицька селищна рада (205,5 га), Ківерцівська міська рада — 1252,57 га, у т. ч.: колишня Омельненська сільрада (103,23 га), колишня Журавичівська сільрада (935,88 га з вилученням), колишня Озерська сільрада (62,35 га, з них 47,11 з вилученням), колишня Сокиричівська сільрада (151,11 га), Цуманська селищна рада — 548,37 га, у т. ч.: колишня Берестянська сільрада (10,57 га), колишня Грем’яченська сільрада (66,69 га з них 32,84 га з вилученням), колишня Сильненська сільрада (184,17 га, з них 97,87 з вилученням), колишня Холоневичівська сільрада (286,94 га), Луцька міська рада (27 га).

## Фізико-географічна характеристика
Саме слово «пуща» в слов'янських мовах означає великий, цільний лісовий масив, що зберігся у майже недоторканому стані. Цуманська пуща (як лісовий масив) розташована між 50° 45' і 51 °03' північної широти та між 25°3' і 26° 07' східної довготи. Загальна площа пущі становить близько 80 000 га (0,8 тис. км²). Площа Ківерцівського національного природного парку «Цуманська пуща» — 34 467,89 га земель, у тому числі 3 472,71 га земель, що вилучаються та надаються йому в постійне користування, та 30 995,18 га земель, що включаються до його складу без вилучення у землекористувачів. 

### Тектонічна, геологічна та геоморфологічна будова
У тектонічному відношенні Цуманська пуща розташована на Волино-Подільській плиті, яка належить Східноєвропейської платформи. Фундамент її складається з магматичних і метаморфічних гірських порід архейського й ранньопротерозойського віку, розчленованих на окремі блоки. 
Цуманська пуща розміщена на двох геоморфологічних формах. На півночі - це Поліська низовина, на півдні - крайня північна частина Волинської височини. Переважно територія пущі належить до Рожище-Цуманського денудаційного району. Тут поширені масиви крейдових поверхонь, підвищені до 200 м, на яких утворилися родючі перегнійно-карбонатні ґрунти (Тростянецький, Журавичинський, Ківерцівський масиви), зрідка трапляються карстові озера. 
Як і для Полісся в цілому, для цієї території характерним є вирівняний рельєф. Найнижча точка (163 м над рівнем моря) розташована в південно-східній частині Цуманської пущі на р. Горинь, а найвища (210 м над рівнем моря) — в північній частині, південніше с. Рудники. Отже відносні висоти досягають 57 м. Найбільші локальні перепади висот мають місце біля р. Горинь і становлять приблизно 20 м, відносні висоти на профілях долин менших річок здебільшого не перевищують 5 м. Поверхня утворена переважно флювіогляціальними (водно-льодовиковими) відкладами супіщаного механічного складу. Під ними залягає крейда, яка здебільшого розташована на значній глибині (близько 20 м) і слабо впливає на ґрунти та характер рослинності. Інколи крейдові породи підходять ближче до поверхні, переважно на північно-західному краю Цуманського лісу. Заплави займають невелику площу. Заплава Горині на ділянці річки, що межує з Цуманським лісом, не виявлена. Заплава Кормину має 100-200 м завширшки. Надзаплавні тераси складено породами легшого механічного складу і вкрито значною мірою сосновими лісами.

## Клімат
За умовами атмосферної циркуляції Цуманська пуща належить до західної частини атлантико-континентальної області Європейської частини, що обумовлює помірно-континентальний клімат. Впродовж року тут переважає рух атлантичних повітряних мас, хоч часто проникає і повітря арктичного походження. 
Загалом клімат характеризується відносно високою вологістю повітря, помірним вологим літом, м'якою похмурою з порівняно стійким сніговим покровом зимою і значною кількістю опадів. 
Середня річна сума опадів становить приблизно 600 мм. Середня температура січня -5°С, середня температура липня +І8°С. Сума температур вище 10°С становить 2400-2450°, середня тривалість періоду з температурою понад 5°С — 200-205 днів, а з температурою понад 10°С — 160 днів. Сумарна сонячна радіація — 76 Ккал на см:, кількість годин сонячного сяйва — 1600. Порівняно із середніми для рівнинної частини України показниками клімат території характеризується меншою континентальністю (меншими річними коливаннями температури, більшою кількістю опадів). 
Основними кліматичними факторами, що визначають ріст і розвиток рослинного комплексу, є: температура повітря і ґрунту, гідрологічний режим у різні періоди року, швидкість, напрям і повторюваність вітрів, протяжність вегетаційного періоду, сума плюсових температур. 
З кліматичних факторів, які негативно впливають на ріст і розвиток рослинного комплексу, слід відмітити наявність пізніх весняних та ранніх осінніх заморозків. 
Посушливі роки з випаданням опадів до 350 мм трапляються рідко — один раз в 15-20 років.

## Поверхневі води

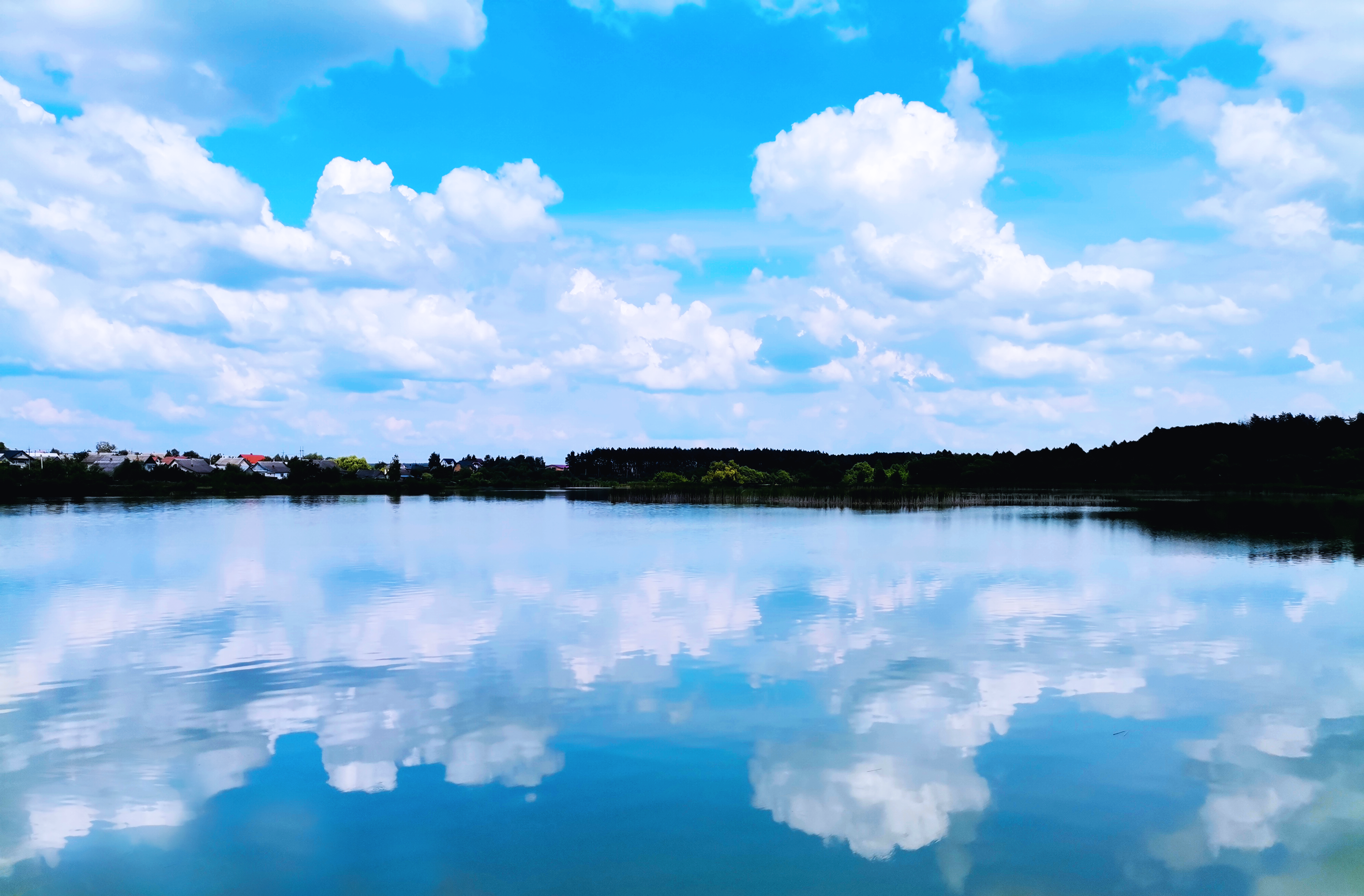
Цуманські стави

Територія належить до басейну Прип'яті, а точніше до басейнів двох її приток: Стиру і Горині. Найбільшою річкою, яка перетинає Цуманську пущу в східній її частині, є Горинь, права притока Прип'яті. Найбільшими, крім Горині, річками Цуманської пущі є Путилівка, Кормин, Конопелька і Стубла. Річка Кормин — права притока Стиру. В Цуманському лісі розташовані верхня та частково середня течії річки, яка бере початок у центральній частині лісового масиву і тече на північний схід. Русло Кормину майже на всьому протязі каналізоване. В південній частині території протікає із заходу на схід р. Путилівка (нижня її частина) — ліва притока Горині. На Путилівці побудовано кілька ставків. Конопелька — притока Стиру — протікає уздовж західного краю Цуманського лісу з південного сходу на північний захід. Річка Стубла протікає в Цуманському лісі нижньою течією з півдня на північ в його південно-східній частині на території Рівненської області. Стрипа — притока Кормину, тече із заходу на схід північніше від с. Берестяне, у неї впадає р. Млинок, яка протікає трохи південніше; русла обох річок переважно каналізовані. За режимом водозабезпечення річки належать до рівнинних з мішаним типом забезпечення з переважанням атмосферного (снігового та дощового). 
У східній частині території, на межі Волинської і Рівненської областей розташоване Чортове болото, на якому є мережа каналів, найбільший з них — Радзивилівський канал — впадає в Кормин з правого боку. Крім Чортового болота на території є багато боліт меншої площі, здебільшого лісових.

## Ґрунти
Переважаючими ґрунтами є дерново-підзолисті, в тому числі оглеєні, дернові та болотні ґрунти, а також низинні торфовища. Наявні також болотно-лучні та лучні ґрунти. Дерново-підзолисті ґрунти займають близько двох третин території. За механічним складом переважають легкосупіщані, супіщані і легкосуглинисті ґрунти. За рівнем оглеєння поширені неоглеєні, глеюваті і глеєві різновиди. Найбільшою за площею і найкраще вираженою ділянкою торфовищ є Чортове болото, розташоване у східній частині Цуманського лісу. Вирівнянісгь рельєфу Цуманської пущі, слабкий природний дренаж ґрунтів, їхнє сезонне перезволоження обумовили їхню слабку придатність для використання як орних земель. Це сприяло збереженню на цій території лісової рослинності.

## Флора
За фізико-географічним районуванням України (1968), дана територія належить до Цуманського району області Волинського Полісся зони мішаних лісів, а за новим районуванням, наведеним у Географічній енциклопедії України (1993) - до Ківерцівсько-Цуманського району області Волинського Полісся.
За фізико-географічним районуванням України (1968), дана територія належить до Цуманського району області Волинського Полісся зони мішаних лісів, а за новим районуванням, наведеним у Географічній енциклопедії України (1993) — до Ківерцівсько-Цуманського району області Волинського Полісся. 
Для Цуманської пущі характерна флора і фауна південної частини Полісся. У масиві переважають широколистяні та сосново-широколистяні ліси. Склад лісу не змінився внаслідок діяльності людей. Росте унікальна для України дугласія, або «хвойний дуб», висота яких може сягати мало не 100 метрів. 
На території Цуманської пущі серед інших росте 15 видів рідкісних рослин та мешкає 27 видів унікальних тварин. Значна частина занесена до Червоної книги України (20 видів), Європейського Червоного Списку та Червоної книги Міжнародного Союзу Охорони Природи. В лісових масивах Цумані є ціла низка угруповань, занесених до Зеленої книги України. 
Наприкінці серпня 2023 року на території Цуманської пущі вперше в Україні виявили місце, де росте рідкісна королівська папороть – Osmunda regalis.
Сьогодні Цуманська пуща є одним з небагатьох лісових масивів України, де водяться зубри. 

## Фауна
За зоогеографічними параметрами територія Цуманської пущі належить до бореальної лісової зоогеографічної зони поліського зоогеографічного округу, західно-волинського зоогеографічного району (Страутман, Татаринов, 1958). За більш сучасними уявленнями (Щербак, 1988) територія Цуманської пущі належить до Бореальної європейсько-сибірської підобласті, Східноєвропейського округу, району мішаного, лісу, підділянки Західне або Волинське Полісся.
Характерними представниками фауни хребетних західно-волинського зоогеографічного району є такі види, як черепаха болотна (Emys orbicularis), лелека чорний (Ciconia nigra), тетерук (Lyrurus tetrix), орябок (Tetrastes bonasia), журавель сірий (Grus grus), баранець великий (Gallinago media), сорокопуд сірий (Lanius excubitor) видра річкова (Lutra lutra), лось (Alces alces), бобер річковий (Castor fiber) та деякі інші.
Викопна плейстоцен-голоценова фауна птахів та ссавців свідчить про те, що протягом плейстоцену і голоцену зазначена територія, що належить до Волинського Полісся, була південною частиною природної лісової зони. Загалом, склад фауни хребетних з тих часів мало змінився.
Характер фауни Цуманської пущі значною мірою визначають її географічне розташування, особливості рельєфу, розподіл та склад рослинності. Наявність на цій території значних площ листяних (дубових та грабово- дубових), мішаних (з переважанням дуба та сосни) та соснових лісів, наявність заболочених ділянок і численних водотоків створюють широку гаму біотопів - саме це є причиною багатства та різноманітності фауни цього унікального куточка Українського Полісся.
Важливим чинником слід визнати й те, що фауна цієї частини Полісся, як і флора, є відносно молодою. Її характеризує наявність помітної кількості пограничноареальних видів, які перебувають тут на південній межі свого поширення (рись, глушець, тетерук, рябчик, чорниш, сорокопуд сірий та деякі інші). У складі фауни Цуманської пущі переважають лісові види - неморальні і бореальні, значну частку становлять широкоареальні види - мешканці луків, водойм та боліт. Представлені тут і тварини-синантропи, які екологічно пов'язані з агроландшафтами, в тому числі й помешканнями людини. За узагальненими даними на території Цуманської пущі виявлено 249 видів хребетних тварин, з них кісткових риб - 23, земноводних -11, плазунів - 7, птахів - 166, ссавців - 42 види.
За співвідношенням між фаунами хребетних зазначеної території, Волині та всієї України, хребетні регіону становлять 64,1 %, а їх класи - 61,3-100 % від волинської фауни і, відповідно, 31,8% та 12,4-69,2% від фауни України. Достатньо високі показники за співвідношенням до Волині (30-67,4 %) та за відношенням до України (11,5-40,3 %) мають види хребетних, які охороняються відповідно до Червоних книг, Червоних списків, міжнародних конвенцій та угод.

## Території у складі Ківерцівського національного природного парку «Цуманська пуща»

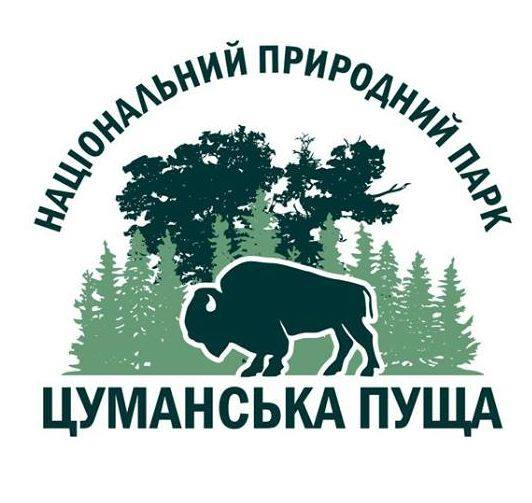
Логотип парку

Нерідко, оголошенню національного парку або заповідника передує створення одного або кількох об'єктів природно-заповідного фонду місцевого значення. В результаті, великий НПП фактично поглинає раніше створені ПЗФ. Проте їхній статус зазвичай зберігають. 
До складу території національного природного парку «Цуманська пуща» входять такі об'єкти природно-заповідного фонду України: 
- Загальнозоологічний заказник місцевого значення «Зубр»
- Загальнозоологічний заказник місцевого значення «Берестянський»
- Ландшафтний заказник загальнодержавного значення «Кормин»
- Комплексна пам'ятка природи загальнодержавного значення «Горинські крутосхили»
- Заповідне урочище місцевого значення «Цуманьська пуща»
- Заповідне урочище місцевого значення «Божетарня і культура»
- Заповідне урочище місцевого значення «Дубово-сосновий ліс 1»
- Заповідне урочище місцевого значення «Дубово-сосновий ліс 2»
- Заповідне урочище місцевого значення «Дубово-сосновий ліс 3»
- Заповідне урочище місцевого значення «Дубово-сосновий ліс 4»
- Заповідне урочище місцевого значення «Дубово-сосновий ліс 5»
- Парк-пам'ятка садово-паркового мистецтва місцевого значення «Макаревичівський»
- Ботанічна пам'ятка природи місцевого значення «Богуславський ялинник»
- Ботанічна пам'ятка природи місцевого значення «Дубово-соснове насадження»
- Зоологічна пам'ятка природи місцевого значення «Урочище Ревні»
- Ботанічна пам'ятка природи місцевого значення «Ділянка дубового лісу»

## Стан охорони біорізноманітності
На кінець 2016 року національний парк, порушуючи Указ Президента України, не отримав жодного гектара землі. Нині на території національного парку незаконно розташовані 5 приватних і громадських мисливських господарств — ДП МГ Звірівське, ДП Цуманське ЛГ, Ківерцівська райрада УТМР, ТОВ Майдан Мисливський, ТОВ ВКФ Явір плюс ЛТД, які незаконно отримали в оренду землі національного парку. 
Мисливські господарства займають близько 5,7 тис. га, що становить 17 % площі Ківерцівського національного парку. Мисливські господарства незаконно проводять у парку масштабні полювання. Тільки одних мисливських вишок тут налічується понад 100. Є також мисливський будиночок з сауною, маса пасток для тварин, мисливські вольєри, де також триває полювання. 
Ще однією екологічною проблемою парку є широкомасштабні рубки головного користування і санітарні рубки, які проводять лісники. Полювання і рубки завдають серйозної шкоди біорізноманітності.

## Туристичні маршрути, екскурсії
Створені екологічні стежки "У Пущі", "Горинські крутосхили", "Над Путилівкою". Створений екологічний маршрут "Волинський спадок".

## Галерея

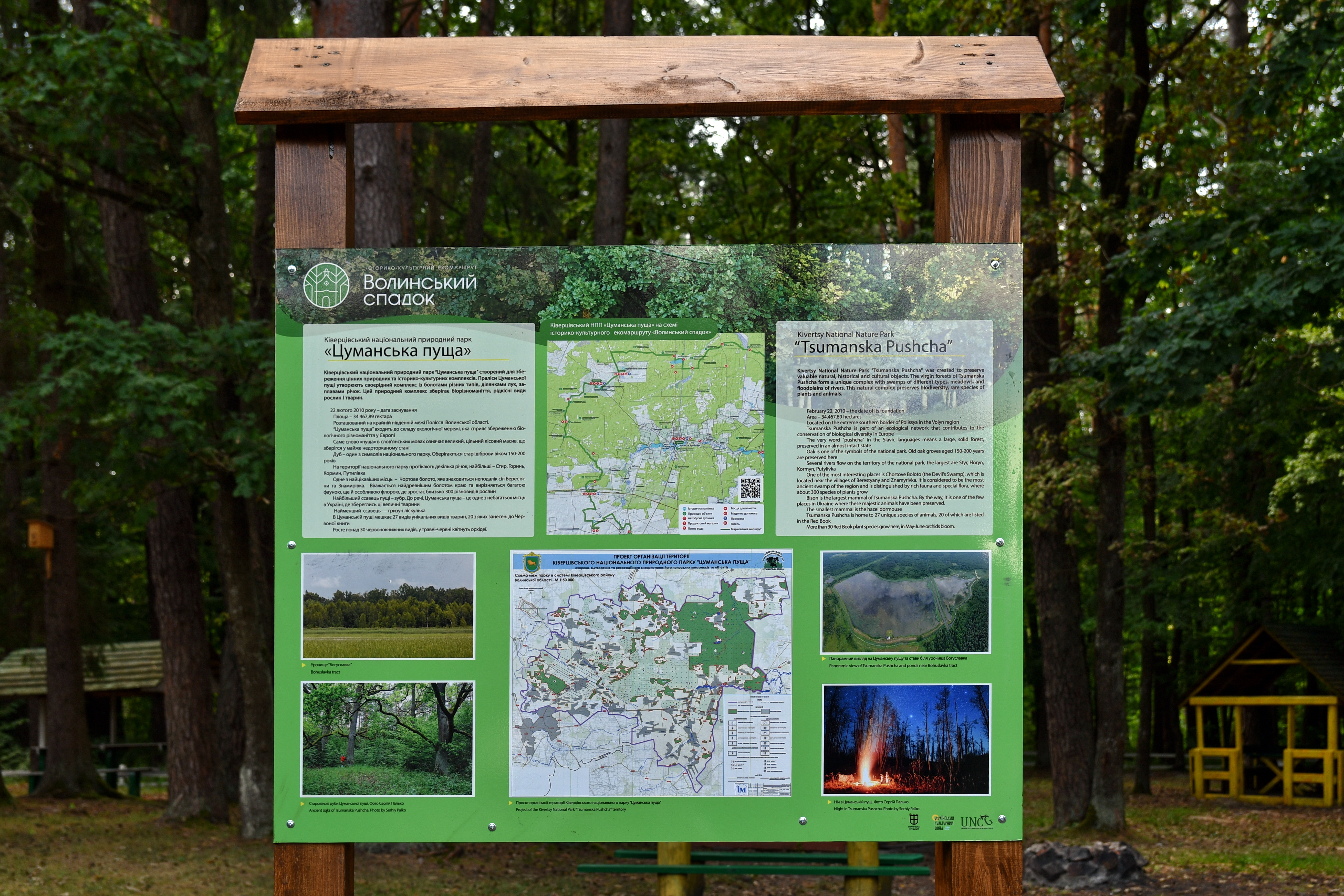
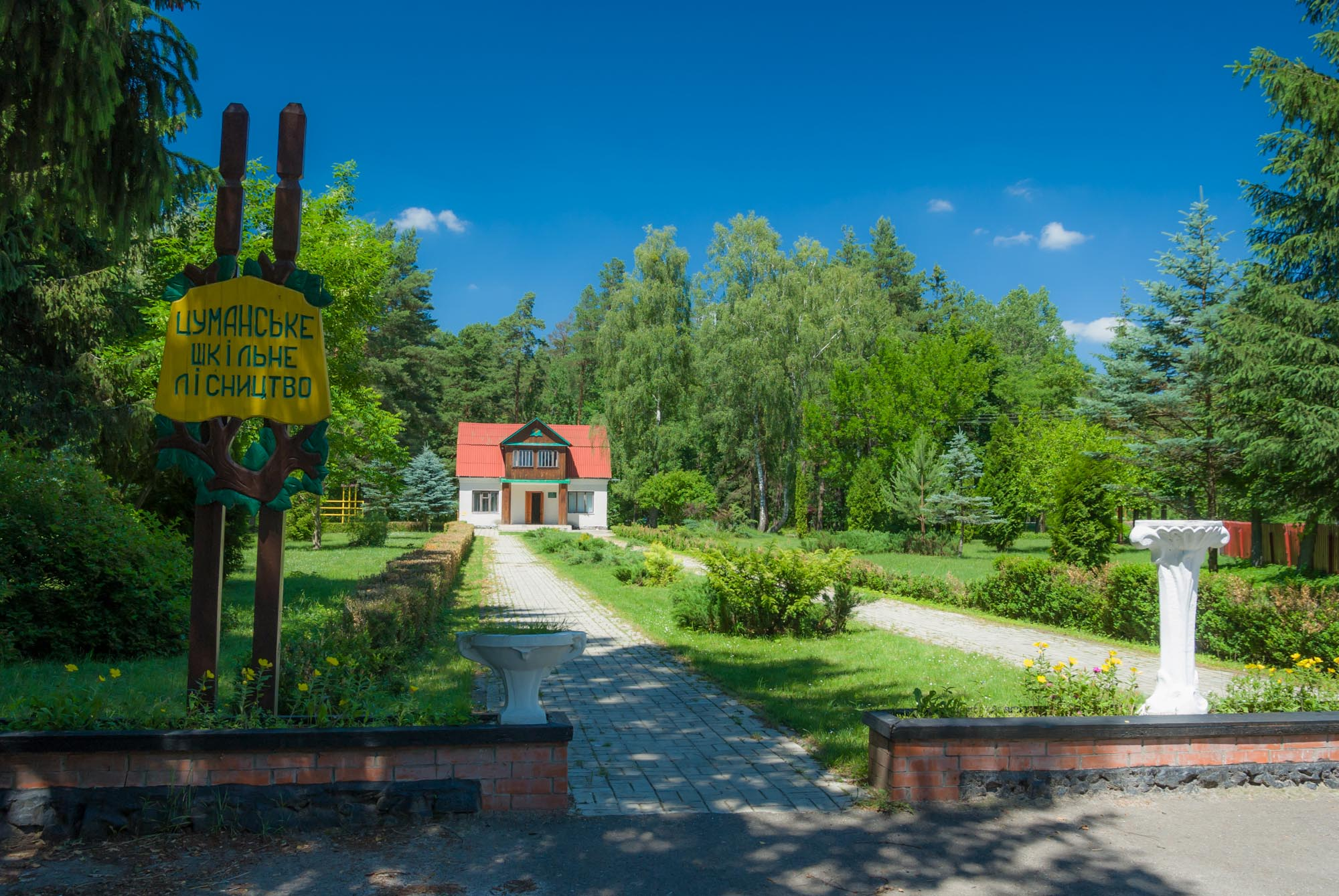
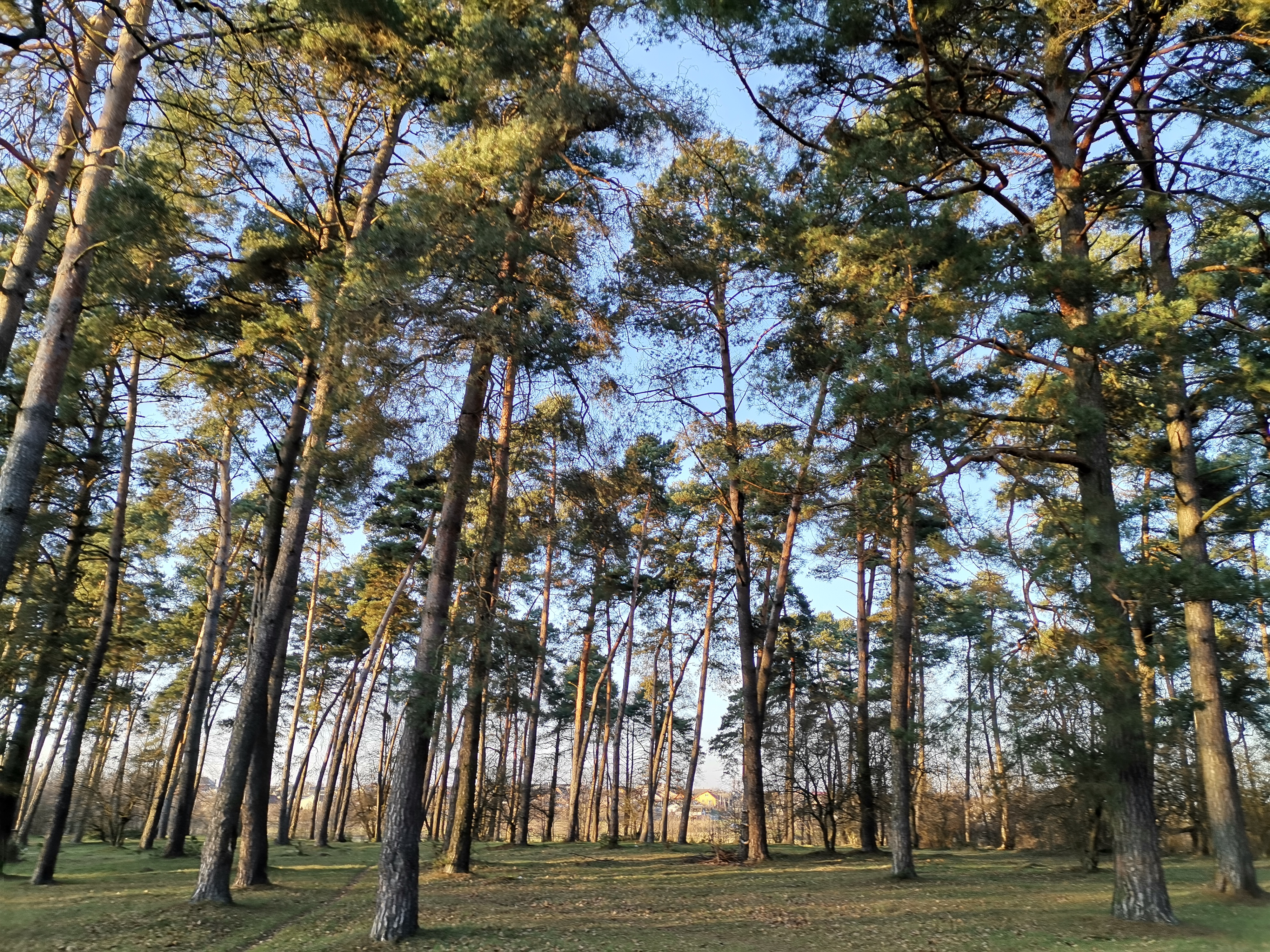
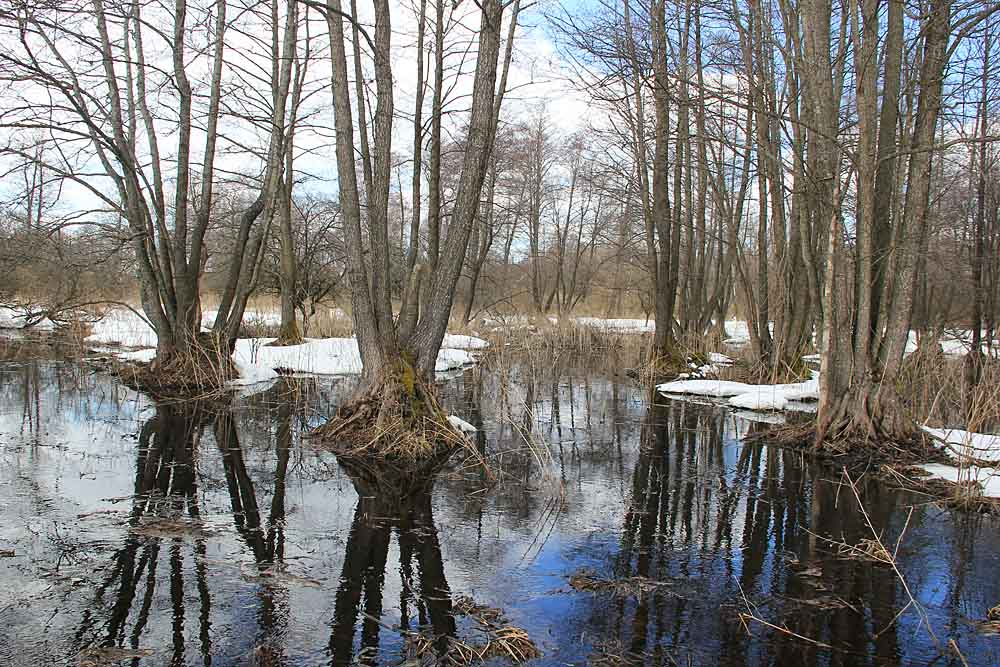
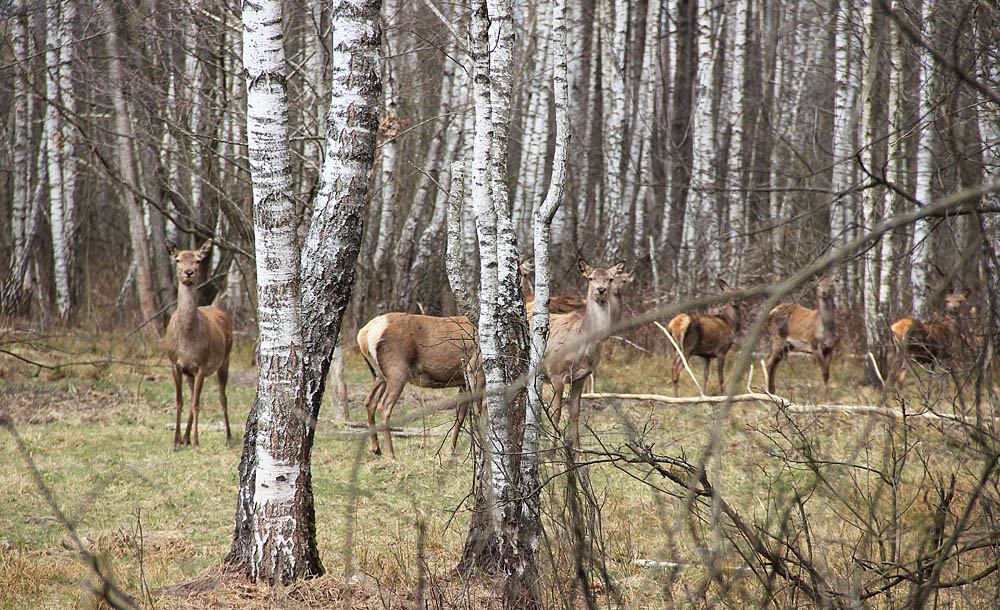
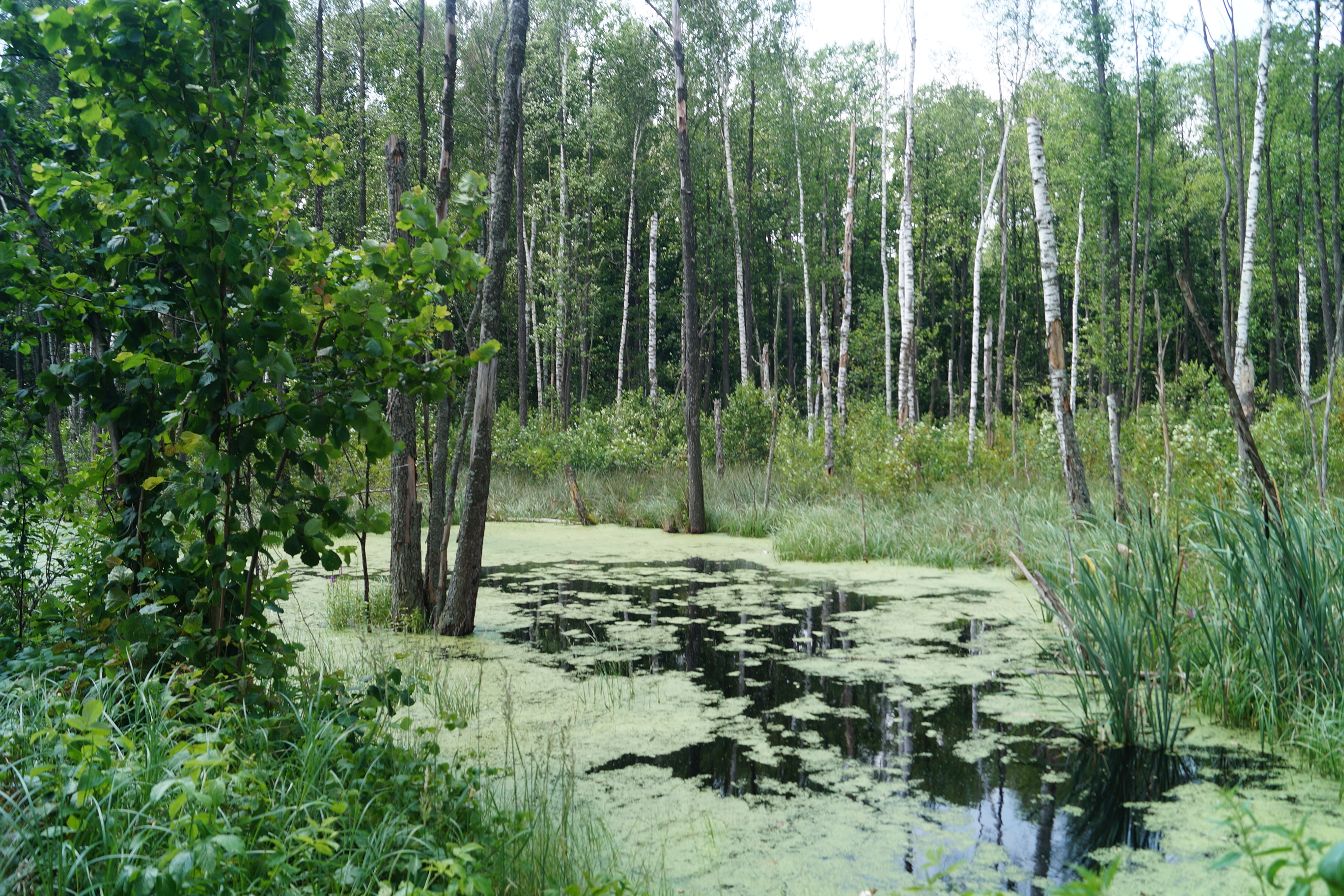
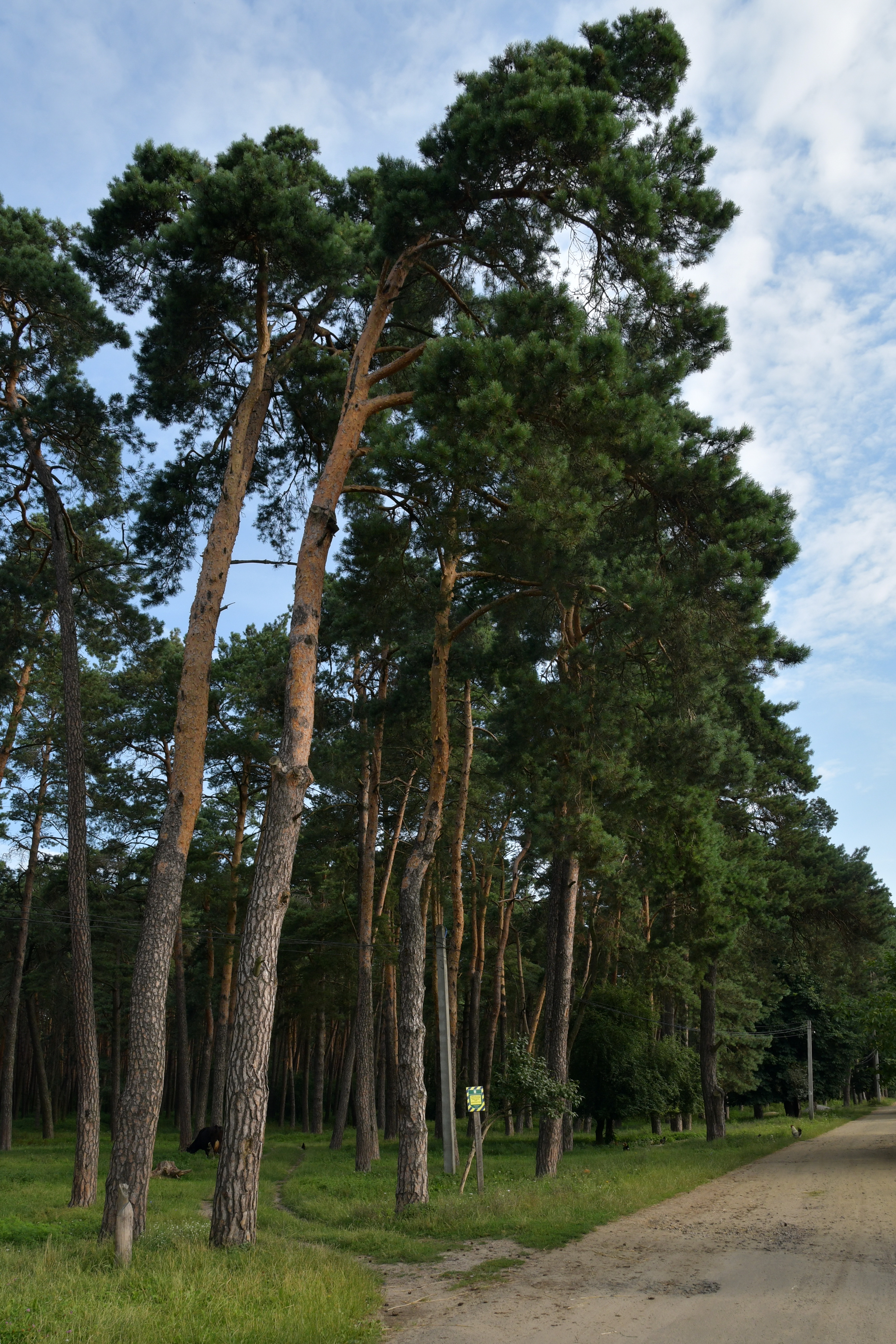
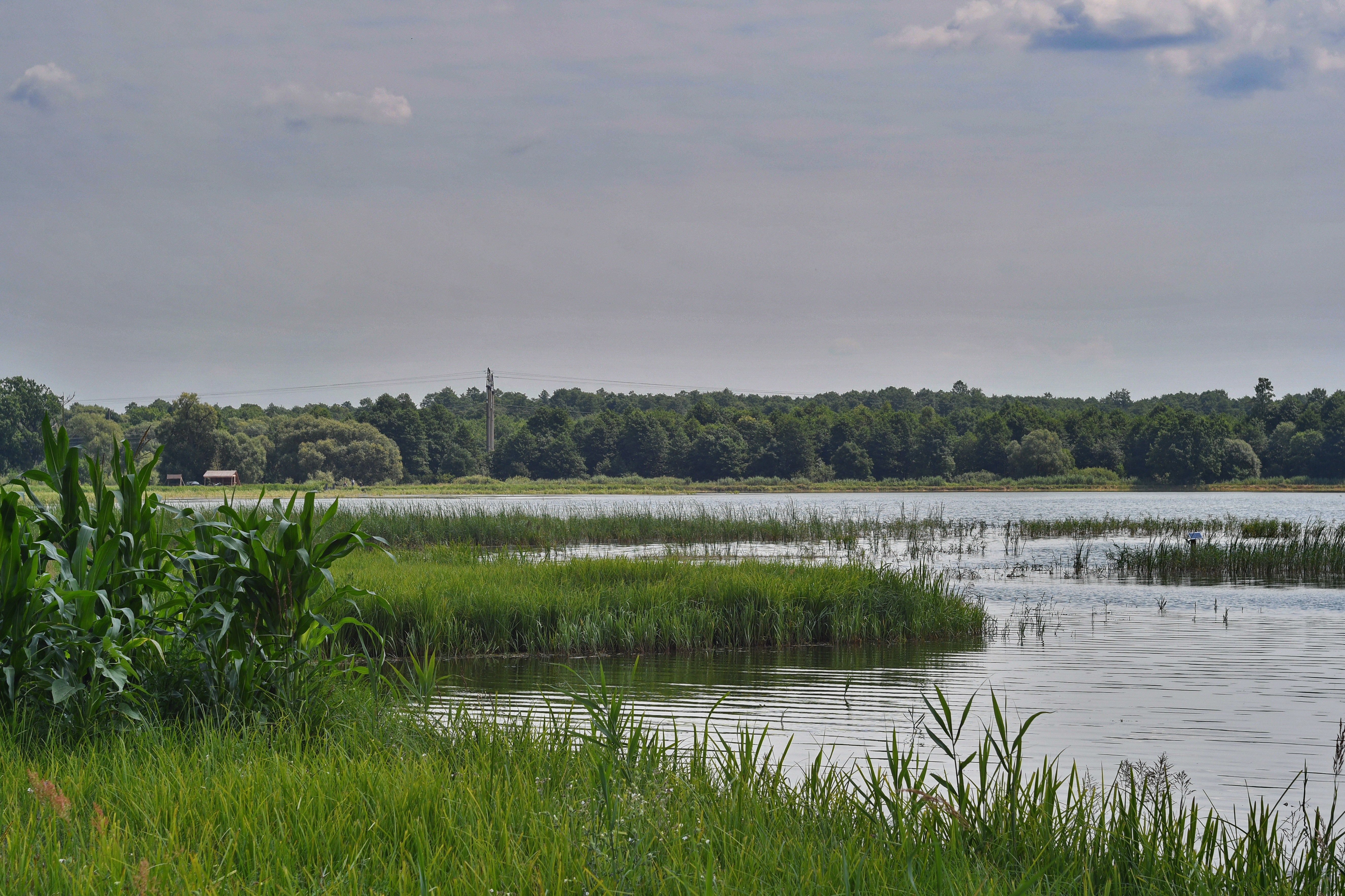
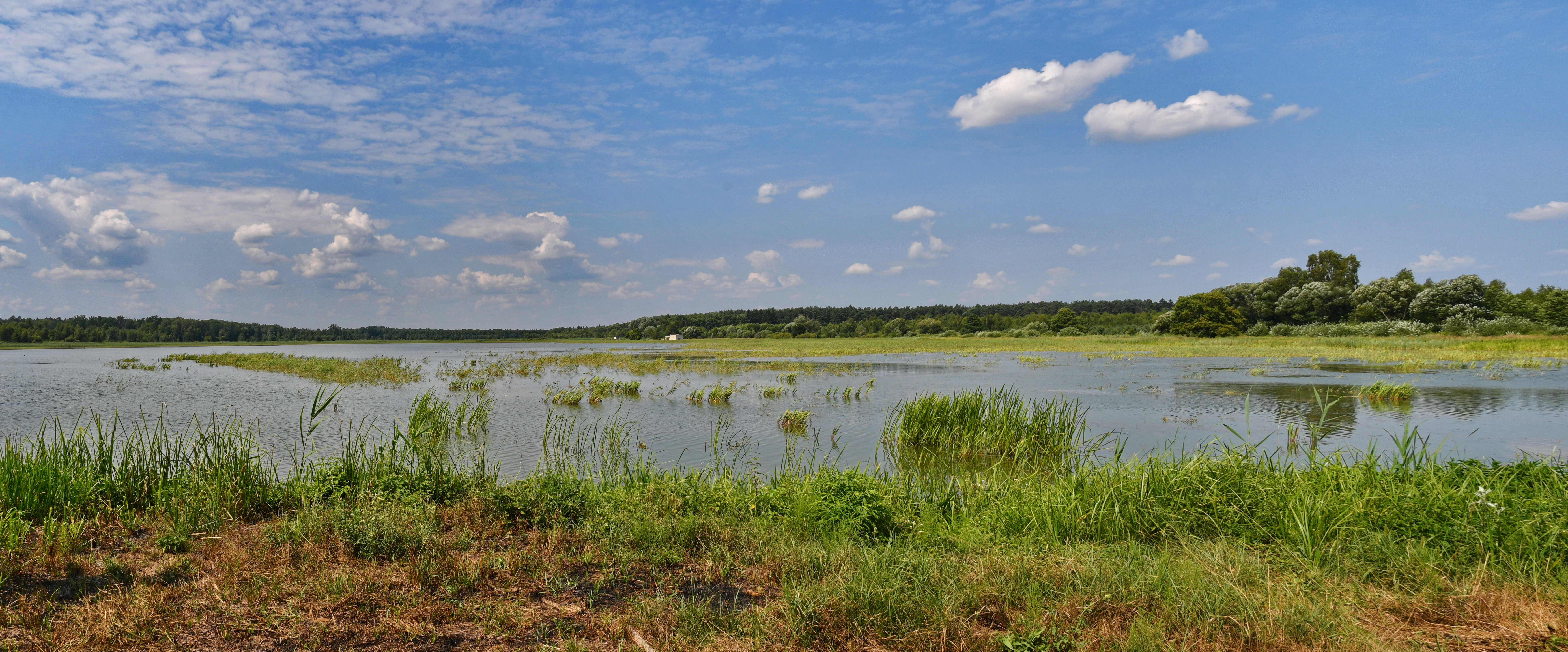